# Dixa camerounensis
Dixa camerounensis är en tvåvingeart som beskrevs av Alexander 1926. Dixa camerounensis ingår i släktet Dixa och familjen u-myggor. Inga underarter finns listade i Catalogue of Life.